# 韩集镇 (新蔡县)
韩集镇，是中华人民共和国河南省驻马店市新蔡县下辖的一个乡镇级行政单位。

## 行政区划
韩集镇下辖以下地区：
韩集村、韩王庄村、荒坡村、袁庄村、老庄孜村、小李庄村、连庄村、林洼村、蒋店村、闹天寺村、梁庙村、天庙村、王庄村、大秦庄村、熊楼村、周寨村、何庄村和齐寨村。